# 香港十大傑出青年
十大傑出青年選舉（英語：Ten Outstanding Young Persons Selection）由国际青年商会下轄的香港總會（Junior Chamber International Hong Kong）於1970年創辦。其主要目的是表揚在工作上有卓越表現，及對社會作出貢獻，年齡介乎21至40之間的香港青年，鼓勵青年積極參與社會服務，及激勵青年於個人事業及公眾服務方面銳意進取。雖然稱為十大傑出青年，但評選過程嚴謹，不會因為名為「十大」便一定要集滿十個人當選，所以很多屆獲得這榮譽的都會少於十人。

## 候選人資格
- 年齡介乎21至40之間（不接受提名已故人士）；
- 香港永久性居民；
- 親自出席由甄選顧問安排之初選面試，及由評審團安排之最後甄選面試；及
- 由不多於一位提名人推薦。（提名人必須為香港永久性居民或香港註冊公共或私人團體，提名人數不限，但不能提名自己）

## 候選人的職業界別
- 公共及社會服務
- 工商業
- 教育
- 演藝，康體，文化及藝術
- 專業工作

## 獲選者獎項
- 獲選者可於頒獎典禮活動上獲頒發「十大傑出青年選舉」紀念獎座及獎狀。（提名人亦可於活動上獲頒紀念感謝狀）
- 獲選者可獲邀請成為傑出青年協會成員。
- 獲選者將有機會獲國際青年商會香港總會提名參加由國際青年商會主辦之世界傑出青年選舉。

## 歷屆十大傑出青年名單
| 年份   | 得獎者                                                                                    | 得獎人數 |
| ------ | ----------------------------------------------------------------------------------------- | -------- |
| 1970年 | 麥偉英、張威麟、巴哈林真丹尼、李偉球、馮慶鏘                                              | 5        |
| 1974年 | 許賢發、劉柱輝、陳麗冰（華慧娜）、馮漢源、黎炳昭                                          | 5        |
| 1975年 | 程文輝、李國寶、伍靜國、王一平、王華力、黃應瑩                                            | 6        |
| 1976年 | 李鳳岐、鄧耀忠、湛佑森、鮑瑞美、理應幼慈、黎佑泉                                          | 6        |
| 1977年 | 李鵬飛、李炳光、熊曼茵、許冠文、郭家明                                                    | 5        |
| 1978年 | 羅乃新、張綠萍、楊孝華、李自宣、張鋆輝、伍淑清                                            | 6        |
| 1979年 | 陳黃穗、靳埭強、潘宗光、林鉅津、孔梁少根                                                  | 5        |
| 1980年 | 陳坤耀、胡淑星、雷聲隆、詹德隆、張敏儀、林家永                                            | 6        |
| 1981年 | 賴錦璋、陳英麟、莊紹樑、汪明荃、陳福成、徐尉玲、梁巨廷、郭俊謙、譚惠珠、黃文傑            | 10       |
| 1982年 | 郁德芬、陳傑柱、關正傑、黃瑞良、梁淑姿、蒲炳榮、陳居常、包國平、梁洲田、梁玳寧            | 10       |
| 1983年 | 朱培慶、譚耀祖、孫郁標、陳袁燕紅、梁志彬、龍炳頤、譚百先（羅文）、劉培基、王敏超          | 10       |
| 1984年 | 葉迪奇、馮添枝、伍周美蓮、林孝信、劉秀成、潘燊昌、林麗真、麥永開、譚宗定、曾慧燕          | 10       |
| 1985年 | 韓秉華、伍建新、白仲安、陳毓祥、潘景榮（水禾田）、黃安源、陳美齡、李偉才、王䓪鳴          | 9        |
| 1986年 | 林光如、范世義、麥洛新、王津、陳港生（成龍）、譚社根、蔡啟仁、張之玨                      | 8        |
| 1987年 | 黃河清、朱丹娜、陳慎芝、霍佩儀、錢玉麟、溫石麟、賈桂思、朱鴻章、楊福廣                    | 9        |
| 1988年 | 陸恭蕙、梁振英、譚榮根、畢子融、張瑪莉、麥華章、謝勝生、林小玲、蕭麗君、曾葉發            | 10       |
| 1989年 | 陳家駒、張佩蘭、吳明欽、廬葉媚（盧業瑂）、林國輝、蘇惠邦、程介南                          | 7        |
| 1990年 | 黃匡忠、陳慧芳、馮永基、雷張慎佳、曹誠淵、張天愛、葉詠詩、周潔冰、葉慶良、盧子健          | 10       |
| 1991年 | 梁子平、郭正光、歐成威、汪國成、梁錦濠、李秀恆、余德新、龐劉湘文、陳一華、莊陳有                | 10       |
| 1992年 | 黃琿、盧偉國、阮德添、車淑梅、蔡定國、陳永華、麥漢輝、蕭智剛                              | 8        |
| 1993年 | 袁漢榮、劉東利、葉恩明、陳兆根、倫永亮、鍾淑子、佘繼標                                    | 7        |
| 1994年 | 林順潮、周志堅、鄭玉臣、容永祺、余枝勝、羅冠蘭、林志桀、李香濤、莫鳳儀、周培賢            | 10       |
| 1995年 | 龍子明、廖璧欣、陳瑞麟、陳念慈、李超凡、陳文敏、麥鄧碧儀、陳天賜、梁憲孫                  | 9        |
| 1996年 | 林章偉、葉維晉、李麗珊、鍾惠玲、施展望、葉惠民                                            | 6        |
| 1997年 | 張偉良、劉小康、金文傑、譚偉豪、吳毅、劉柱柏、楊重光、沈德寶莉                            | 8        |
| 1998年 | 黃英豪、黎明、陳偉光、郭寶賢、張學友、龐愛蘭                                              | 6        |
| 1999年 | 陳兆焯、龍向榮、陳智思、劉德華、楊學明、莫儉榮、彭耀佳、毛錫強、蔣麗莉                    | 9        |
| 2000年 | 范瑩孫、孔美琪、廖家俊、羅健中、梁美芬、盧煜明、吳長勝、吳小清、倪文玲                    | 9        |
| 2001年 | 張建良、霍嘉敏、李麗芬（蓋鳴暉）、潘健侶、葛珮帆                                          | 5        |
| 2002年 | 陳慶芸、陳慧汶（陳慧琳）、何百昌、辛小紅、廖家傑、李志剛、梁建楓、梁冬陽、黃真真、任詠華  | 10       |
| 2003年 | 陳瑞燕、陳偉民、郭富城、李文俊、梁詠琪、杜聰（杜宗智）、吳美樂                            | 7        |
| 2004年 | 陳建強、陳丹蕾、陳英凝、范舒屏、辛小玲、王嘉恩、楊丹、姚珏、葉智榮                        | 9        |
| 2005年 | 張國勳、何周禮、許志安、洪詠慈、古巨基、廖東梅、蘇樺偉、譚智勇、黃宏達、楊千嬅            | 10       |
| 2006年 | 何猷龍、陳藝賢、陳智勤、呂宇俊、蘇婉嫻、程詩灝、林景昇、蘇恩祺、鄧淑明                    | 9        |
| 2007年 | 朱祖順、高永賢、羅寶文、鄧智偉、黃金寶、甄韋喬、姚佩玲、余翠怡、袁國禮、袁孟峰            | 10       |
| 2008年 | 陳力元、陳美玉、錢國偉、何嘉麗、洪為民、姜炳耀、賴旭佑、汪明欣                            | 8        |
| 2009年 | 陳博智、鄭家豪、鄭慧、張潤衡、李佑榮、林志陞、馬青雲、容樹恆                              | 8        |
| 2010年 | 高禮澤、李靜、劉曉鋒、梁美儀、梁裕龍、盧思騁、吳兆文、謝安琪、黃卓健、黃愛恩              | 10       |
| 2011年 | 趙傑文、趙慧君、周定宇、李根興、伍樂城、魏華星、黃傑龍、葉長安、余嫿                      | 9        |
| 2012年 | 鍾志樂、黃煒燊、關惠文（關心妍）、黃至生、李偉安、王祖藍、賴恩慈、麥雅端                  | 8        |
| 2013年 | 鄭偉才、張寶雯、馮英騏、李行齊、湯啟宇、岑健威、溫小蘋、丘雪祺                            | 8        |
| 2014年 | 彭秀慧、羅靈傑、黃麗虹、馬興文、蔡曉慧、曾詠恆、高鼎國、陳嘉賢、方力申、黎志偉            | 10       |
| 2015年 | 張依勵、洪之韻、鄺海翔、林曉鋒、梁國成、李琬微、王建明、楊秉基、楊駿業（楊大偉）          | 9        |
| 2016年 | 黃仰芳、葉頌文、胡兆康、陳衍泓、蔡文力                                                    | 5        |
| 2017年 | 鄭致知（鄭至芝）、耿曉靈、郭灝霆、李浩然、鄧智傑、王家俊                                  | 6        |
| 2018年 | 莊淑貞、朱子穎、林凱源、李慧詩、Vivek Ashok MAHBUBANI（阿V）、吳俊霆、葉維昌、余嘉龍      | 8        |
| 2019年 | 鄺勵齡、任卓昇、甄澤權、Jeffrey Alterin ANDREWS（安德里）、陳君洋、伍桂麟、鄭敏樂、陳浩源 | 8        |
| 2020年 | 吳家榮、歐鎧淳、周世傑、蕭凱恩、陳柏熹、曹蘊怡、容祖兒                                    | 7        |
| 2021年 | 招彥燾、廖國敏、張源津、徐汶緯、林嘉安、簡汝謙、江旻憓                                    | 7        |
| 2022年 | 陳詩瓏、潘智豪、張家朗、李皓晴、杜凱琹、蘇慧音、謝海發、麥凱鈞                            | 8        |
| 2023年 | 何宛淇、⾼浩、張偉賢、⾺承志、劉倩婷、林衍聰                                              | 6        |
| 2024年 | 張小倫、麥龍兒、麥騫譽、張玲、劉巨基、龔子珊、戴沛權、莫苑螢、容思瀚、黃藹汶              | 10       |

## 歷屆獲選為世界傑出青年的香港人
| 年份   | 得獎者           |
| ------ | ---------------- |
| 1983年 | 蒲炳榮           |
| 1984年 | 梁玳寧           |
| 1985年 | 曾慧燕           |
| 1988年 | 陳港生（成龍）   |
| 1994年 | 麥漢輝           |
| 1995年 | 佘繼標、林順潮   |
| 1998年 | 張偉良           |
| 1999年 | 張學友           |
| 2000年 | 劉德華           |
| 2001年 | 盧煜明           |
| 2003年 | 黃英豪           |
| 2004年 | 陳慧汶（陳慧琳） |
| 2005年 | 陳英凝           |
| 2006年 | 杜聰（杜宗智）   |
| 2008年 | 甄韋喬           |
| 2014年 | 羅寶文           |
| 2022年 | 招彥燾           |

## 相關
- 香港傑出少年選舉

## 外部連結
- 十大傑出青年選舉官方網站（页面存档备份，存于）